# Saison 2 de Falcon Beach
Chronologie
Saison 1 de Falcon Beach
Cet article présente les treize épisodes de la deuxième saison de la série télévisée canadien Falcon Beach.

## Distribution
- Steve Byers (VF : Jean-François Cros) : Jason Tanner
- Jennifer Kydd (VF : Lydia Cherton) : Paige Bradshaw
- Devon Weigel (VF : Chantal Baroin) : Tanya Shedden
- Ephraim Ellis (VF : Jérémy Prévost) : Danny Ellis
- Melissa Elias (VF : Caroline Victoria) : Erin Haddad
- Morgan Kelly (VF : Fabrice Josso) : Lane Bradshaw
- Allison Hossack (VF : Sybille Tureau) : Ginny Bradshaw
- Ted Whittall (VF : Tony Joudrier) : Trevor Bradshaw
- Peter Mooney : Dr Adrian Keeper
- Lynda Boyd : Darlene Shedden
- Jill Teed : Peggy Tanner

### Acteurs récurrents
- Stephen Eric McIntyre : Mook
- Jeananne Goossen : Courtney True
- Stephen Lobo : Nathan

## Liste des épisodes

### Épisode 1:Le Projet Oasis
- Canada : 5 janvier 2007 sur Global
- États-Unis : 10 avril 2007 sur ABC Family
- Québec : 29 mai 2009 sur VRAK.TV[1]
- France : 
  - 9 juin 2011 sur M6
  - 22 juillet 2013 sur France Ô

### Épisode 2:Entre deux feux
- Canada : 12 janvier 2007 sur Global
- États-Unis : 17 avril 2007 sur ABC Family
- Québec : 5 juin 2009 sur VRAK.TV
- France : 
  - 10 juin 2011 sur M6
  - 23 juillet 2013 sur France Ô

### Épisode 3:Au banc des accusés
- Canada : 19 janvier 2007 sur Global
- États-Unis : 24 avril 2007 sur ABC Family
- Québec : 12 juin 2009 sur VRAK.TV
- France : 
  - 13 juin 2011 sur M6
  - 24 juillet 2013 sur France Ô

### Épisode 4:Rivalités
- Canada : 26 janvier 2007 sur Global
- États-Unis : 1er mai 2007 sur ABC Family
- Québec : 19 juin 2009 sur VRAK.TV
- France : 
  - 14 juin 2011 sur M6
  - 25 juillet 2013 sur France Ô

### Épisode 5:Cartes sur table
- Canada : 2 février 2007 sur Global
- États-Unis : 8 mai 2007 sur ABC Family
- Québec : 26 juin 2009 sur VRAK.TV
- France : 
  - 15 juin 2011 sur M6
  - 26 juillet 2013 sur France Ô

### Épisode 6:Coup de grâce
- Canada : 9 février 2007 sur Global
- États-Unis : 15 mai 2007 sur ABC Family
- Québec : 3 juillet 2009 sur VRAK.TV
- France : 
  - 16 juin 2011 sur M6
  - 5 août 2013 sur France Ô

### Épisode 7:Une occasion rêvée
- Canada : 16 février 2007 sur Global
- États-Unis : 22 mai 2007 sur ABC Family
- Québec : 10 juillet 2009 sur VRAK.TV
- France : 
  - 17 juin 2011 sur M6
  - 6 août 2013 sur France Ô

### Épisode 8:Mauvaise conscience
- Canada : 23 février 2007 sur Global
- États-Unis : 29 mai 2007 sur ABC Family
- Québec : 17 juillet 2009 sur VRAK.TV
- France : 
  - 20 juin 2011 sur M6
  - 7 août 2013 sur France Ô

### Épisode 9:Arrêt sur image
- Canada : 2 mars 2007 sur Global
- États-Unis : 5 juin 2007 sur ABC Family
- Québec : 24 juillet 2009 sur VRAK.TV
- France : 
  - 21 juin 2011 sur M6
  - 8 août 2013 sur France Ô

### Épisode 10:Marché de dupes
- Canada : 9 mars 2007 sur Global
- États-Unis : 12 juin 2007 sur ABC Family
- Québec : 31 juillet 2009 sur VRAK.TV
- France : 
  - 22 juin 2011 sur M6
  - 9 août 2013 sur France Ô

### Épisode 11:Chasse au trésor
- Canada : 16 mars 2007 sur Global
- États-Unis : 19 juin 2007 sur ABC Family
- Québec : 7 août 2009 sur VRAK.TV
- France : 
  - 23 juin 2011 sur M6
  - 12 août 2013 sur France Ô

### Épisode 12:Reconquête
- Canada : 23 mars 2007 sur Global
- États-Unis : 26 juin 2007 sur ABC Family
- Québec : 14 août 2009 sur VRAK.TV
- France : 
  - 24 juin 2011 sur M6
  - 13 août 2013 sur France Ô

### Épisode 13:La Force de la vérité
- Canada : 30 mars 2007 sur Global
- États-Unis : 3 juillet 2007 sur ABC Family
- Québec : 21 août 2009 sur VRAK.TV[2]
- France : 
  - 27 juin 2011 sur M6
  - 14 août 2013 sur France Ô